# Slaget ved Pace's Ferry
Slaget ved Pace's Ferry var et slag, som blev udkæmpet den 5. juli 1864 i nærheden af Atlanta under Atlanta kampagnen i den amerikanske borgerkrig. Unionstropper under Generalmajor Oliver O. Howard erobrede en vigtig pontonbro over Chattahoochee River, hvilket tillod Unionshæren at fortsætte sin offensiv for at erobre det vigtige jernbane- og forsyningscenter Atlanta.
William T. Sherman's hær var trinvis rykket nærmere Atlanta i foråret og sommeren 1864 og havde udkæmpet en række slag mod den konfødererede hær under Joseph E. Johnston. Sherman udflankerede til stadighed de konfødererede stillinger og kom stadig nærmere til sit mål. Howards IV Korps forfulgte de retirerende konfødererede langs Western & Atlantic Railroad, med General Thomas J. Woods brigade forrest. De stødte på meget lidt modstand indtil det forreste af kolonnen nåede Vining's Station. Herfra førte en vej østpå mod Atlanta og krydsede Chattahoochee River ved Pace's Ferry, hvor de konfødererede havde opført en pontonbro over den dybe og hurtigt flydende flod. Woods forposter stødte på en brigade af afsiddet kavaleri, som havde fronten rækket af barrikader af jernbaneskinner langs en højderyg på tværs af vejen ½ km fra jernbanestationen. Wood kastede hurtigt de konfødererede ud af deres stilling og pressede på mod floden. Selv om de konfødererede forsøgte at ødelægge broen, så den ikke faldt i Unionen hænder, ankom Woods mænd i tid til at redde en stor del af broen. Konfødererede forsøg på at brænde den var slået fejl, men fortøjningsrebene var blevet skåret over på den konfødererede side, så broen flød ned ad floden. 
Howard så ingen brugbar mulighed for at angribe den stærke konfødererede stilling på den anden side af Chattahoochee og beordrede sine tropper til at slå lejr på højr terræn ned mod floden og afventede, at der kom pontoner fra Unionshæren. Da de ankom den 8. juli krydsede han floden og udflankerede forsvarerne ved Pace's Ferry og tvang dem til at trække sig tilbage.